# Психофизический параллелизм
Психофизический параллелизм — теория об отношении мышления и бытия, психического и физического, согласно которой процессы, происходящие в мышлении и бытии, строго соответствуют друг другу и со стороны материального содержания, и во времени, однако совершенно не взаимодействуют.
Для материализма эта теория означала неотделимость сознания от головного мозга, для идеализма — независимость сознания от материальных воздействий, его подчиненность особой психической причинности. В обоих случаях психофизическая проблема не получала позитивного решения, так как сознание рассматривалось в его отношении к процессам внутри организма. В рамках психофизического параллелизма невозможно научно объяснить отражательную природу психики и её регуляторную роль в поведении.

## История
Теория сформировалась в XVII веке. Родоначальники психофизического параллелизма — Николя Мальбранш и Лейбниц, которые считали, что взаимодействие между душой и телом невозможно из-за их абсолютной гетерогенности. В середине XIX века теория стала основной доктриной, благодаря открытию закона сохранения и превращения энергии, подкрепившего теорию о материальном мире как замкнутом каузальном целом. Сторонники психофизического параллелизма (В. Вундт, Т. Липпс, Г. Эббингауз, Э. Б. Титченер, Т. Рибо, Ф. Крейчи и др.) рассматривают психическое и физиологическое как самостоятельные, независимые друг от друга, параллельно идущие причинно-следственные ряды.